# サンタ・マリア・デ・ガローニャ原子力発電所
サンタ・マリア・デ・ガローニャ原子力発電所(スペイン語: Central nuclear Santa María de Garoña)は、スペインのブルゴス県サンタ・マリア・デ・ガローニャにある原子力発電所。1基の沸騰水型原子炉を保有しており、466MWの発電能力を持つ。
原子炉格納容器は1966年にオランダのRDMによって建設された。
発電所は1971年に運営を開始し、ライセンスの更新ができていなかったために2009年の7月5日に停止した。運用者であるニュークリーナーはライセンスの10年の延長を求め、スペインは段階的な原子力廃止の政策があるにもかかわらず、原子力安全委員会に認められた。2009年7月2日に工業・観光・商務省が4年間のライセンスの延長を行った。原発への課税強化となることから、2012年12月16日に運用を停止した。

## 原子炉
| 原子炉                                                | 形式           | 純発電量 | 総発電量 | 建設開始     | 送電網同期   | 商業運転      | 停止        |
| ----------------------------------------------------- | -------------- | -------- | -------- | ------------ | ------------ | ------------- | ----------- |
| サンタ・マリア・デ・ガローニャ(Santa María de Garoña) | 沸騰水型原子炉 | 446 MW   | 466 MW   | 1966年5月2日 | 1971年3月2日 | 1971年5月11日 | (2013 予定) |

## 画像

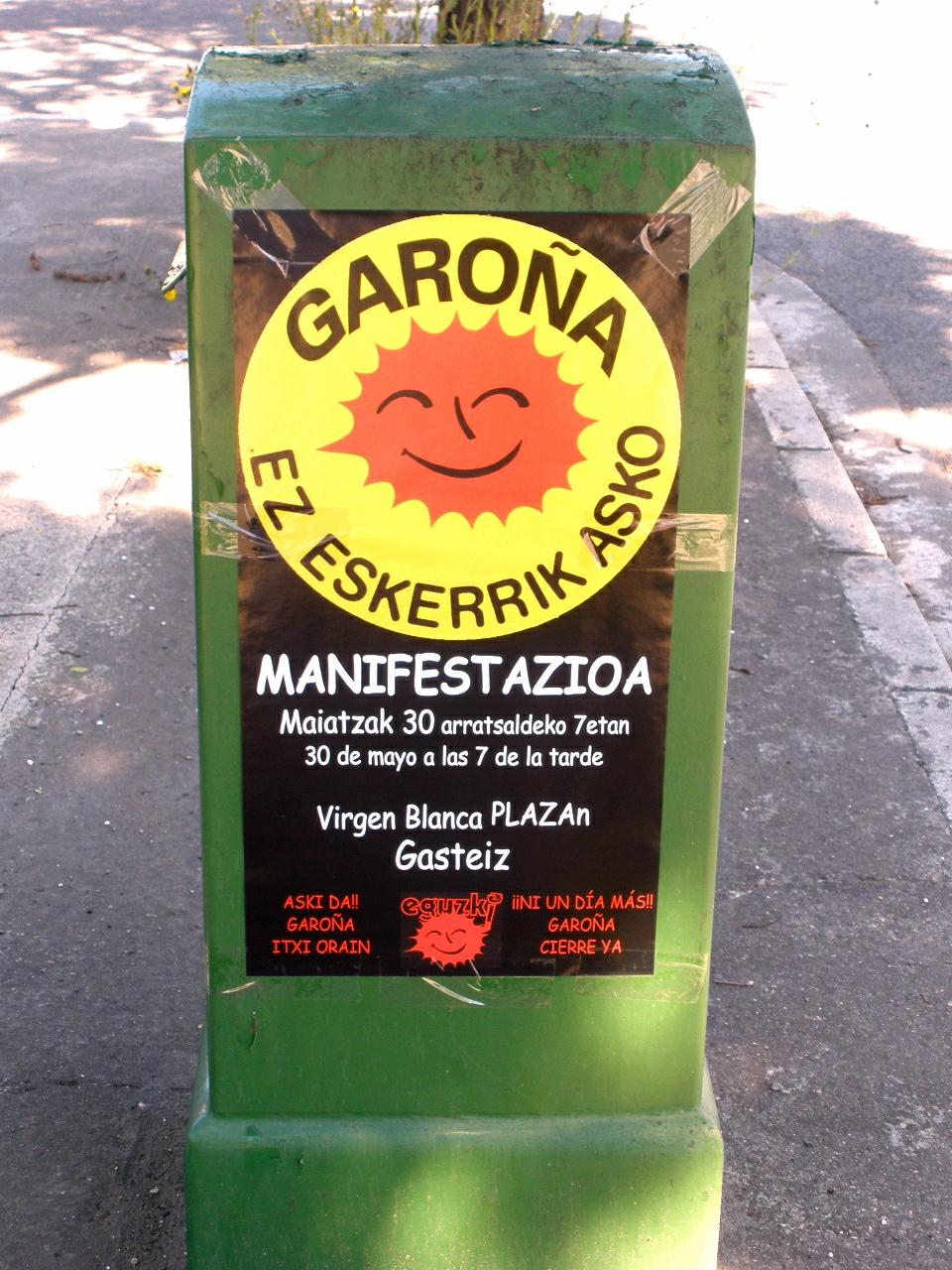
発電所に抗議するポスター

## 註
1. ↑  http://www.shipmotions.nl/RDM/RDM-MF/RDM-MF-1968A.html
2. ↑   “Garoña gets 'irresponsible' and 'arbitrary' life extension”. World Nuclear News (2009年7月3日). 2009年7月3日閲覧。
3. ↑  
“Spain Extends Garona Nuclear Plant Operation 4 Yrs”. Dow Jones. (2009年7月2日) 2009年7月3日閲覧。 [リンク切れ]
4. ↑  スペイン最古の原発が、増税を理由に閉鎖 IRIB 2012-12-17
5. ↑  Power Reactor Information System der IAEA: „Spain, Kingdom of Power Reactors“ (englisch)
6. ↑  „El Gobierno anuncia el cierre de Garoña en 2013 sin concretar alternativas para sus empleos“, El Mundo, 2. Juli 2009